# Roche (Isèra)
Roche és un municipi francès situat al departament de la Isèra i a la regió d'Alvèrnia-Roine-Alps. L'any 2007 tenia 1.812 habitants.

## Demografia

### Població
El 2007 la població de fet de Roche era de 1.812 persones. Hi havia 652 famílies de les quals 130 eren unipersonals (101 homes vivint sols i 29 dones vivint soles), 173 parelles sense fills, 324 parelles amb fills i 25 famílies monoparentals amb fills.
La població ha evolucionat segons el següent gràfic:
Habitants censats

### Habitatges
El 2007 hi havia 710 habitatges, 652 eren l'habitatge principal de la família, 37 eren segones residències i 21 estaven desocupats. 675 eren cases i 31 eren apartaments. Dels 652 habitatges principals, 557 estaven ocupats pels seus propietaris, 81 estaven llogats i ocupats pels llogaters i 14 estaven cedits a títol gratuït; 7 tenien una cambra, 18 en tenien dues, 83 en tenien tres, 186 en tenien quatre i 357 en tenien cinc o més. 559 habitatges disposaven pel capbaix d'una plaça de pàrquing. A 229 habitatges hi havia un automòbil i a 388 n'hi havia dos o més.

### Piràmide de població
La piràmide de població per edats i sexe el 2009 era:
| Homes | Edats   | Dones |
| ----- | ------- | ----- |
| 0     | 95 o +  | 4     |
| 0     | 90 a 94 | 8     |
| 8     | 85 a 89 | 8     |
| 0     | 80 a 84 | 8     |
| 16    | 75 a 79 | 12    |
| 20    | 70 a 74 | 32    |
| 48    | 65 a 69 | 36    |
| 16    | 60 a 64 | 24    |
| 28    | 55 a 59 | 12    |
| 48    | 50 a 54 | 40    |
| 76    | 45 a 49 | 52    |
| 112   | 40 a 44 | 64    |
| 72    | 35 a 39 | 80    |
| 60    | 30 a 34 | 80    |
| 32    | 25 a 29 | 16    |
| 40    | 20 a 24 | 16    |
| 60    | 15 a 19 | 52    |
| 68    | 10 a 14 | 60    |
| 92    | 5 a 9   | 60    |
| 48    | 0 a 4   | 52    |

## Economia
El 2007 la població en edat de treballar era de 1.185 persones, 932 eren actives i 253 eren inactives. De les 932 persones actives 871 estaven ocupades (487 homes i 384 dones) i 60 estaven aturades (25 homes i 35 dones). De les 253 persones inactives 81 estaven jubilades, 99 estaven estudiant i 73 estaven classificades com a «altres inactius».

### Ingressos
El 2009 a Roche hi havia 657 unitats fiscals que integraven 1.854 persones, la mediana anual d'ingressos fiscals per persona era de 21.023 €.

### Activitats econòmiques
Dels 67 establiments que hi havia el 2007, 1 era d'una empresa extractiva, 1 d'una empresa alimentària, 1 d'una empresa de fabricació de material elèctric, 4 d'empreses de fabricació d'altres productes industrials, 25 d'empreses de construcció, 8 d'empreses de comerç i reparació d'automòbils, 6 d'empreses de transport, 4 d'empreses d'hostatgeria i restauració, 2 d'empreses d'informació i comunicació, 1 d'una empresa financera, 1 d'una empresa immobiliària, 5 d'empreses de serveis, 4 d'entitats de l'administració pública i 4 d'empreses classificades com a «altres activitats de serveis».
Dels 30 establiments de servei als particulars que hi havia el 2009, 1 era una oficina de correu, 3 tallers de reparació d'automòbils i de material agrícola, 2 paletes, 3 guixaires pintors, 9 fusteries, 4 lampisteries, 2 electricistes, 3 perruqueries i 3 restaurants.
Dels 3 establiments comercials que hi havia el 2009, 1 era una fleca, 1 una carnisseria i 1 una botiga de roba.
L'any 2000 a Roche hi havia 47 explotacions agrícoles que ocupaven un total de 731 hectàrees.

## Equipaments sanitaris i escolars
El 2009 hi havia 1 escola maternal i 1 escola elemental.

## Poblacions més properes
El següent diagrama mostra les poblacions més properes.